# Benjamin Genton
Benjamin Genton (Parijs, 20 mei 1980) is een Frans voetballer (middenvelder) die sinds 2010 voor de Franse tweedeklasser Le Havre AC uitkomt.

## Carrière
- 1995-1997: Montpellier HSC (jeugd)
- 2000-2004: US Créteil-Lusitanos
- 2004-2010 : FC Lorient
- 2010-... : Le Havre AC